# Charles Girod

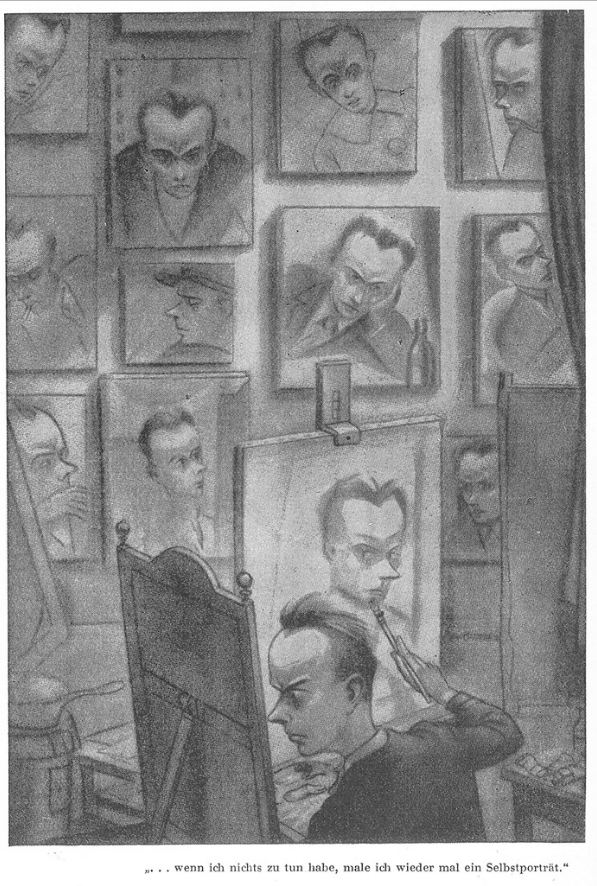
Charles Girod: Wenn ich nichts zu tun habe, male ich wieder einmal ein Selbstporträt

Charles Girod (* 9. April 1897 in Lyck; † 28. Mai 1945 in Bad Köstritz) war ein deutscher Zeichner, Illustrator und Karikaturist.
Charles Girod war Nachfahre hugenottischer Einwanderer. Als sein Vater vorzeitig pensioniert wurde, siedelte die Familie 1917 von Lyck nach Königsberg über. 1915 begann er ein Studium an der Kunstakademie Königsberg bei Artur Degner. Girod wurde 1918 zum Kriegsdienst einberufen und kam als Feldartillerist an die Westfront. Nicht verwundet, aber schwer erkrankt wurde er im Lazarett in Lahr behandelt. Ab 1919 setzte er sein Studium in Königsberg fort.
1925 siedelte Charles Girod nach Berlin um und wurde Mitarbeiter zahlreicher Zeitschriften, wie der „Berliner Illustrierten Zeitung“, dem „Eulenspiegel“ und dem „Uhu“. Er war ab 1931 Mitglied der Kommunistischen Partei Deutschlands und im Bund revolutionärer bildender Künstler Deutschlands.
Er lebte seit 1943 auf dem Gut Brodewitz seines Schwagers in Schlesien und musste bei Kriegsende flüchten. Schwer lungenkrank kam Girod in das Sanatorium in Bad Köstritz, wo er starb. Der größte Teil seiner Werke ging während des Krieges verloren.